# Emplanada de Chorcha
Emplanada de Chorcha è un comune (corregimiento) della Repubblica di Panama situato nel distretto di Besiko, comarca di Ngäbe-Buglé. Si estende su una superficie di 147,6 km² e conta una popolazione di 2.348 abitanti (censimento 2010).